# Hippocampus minotaur

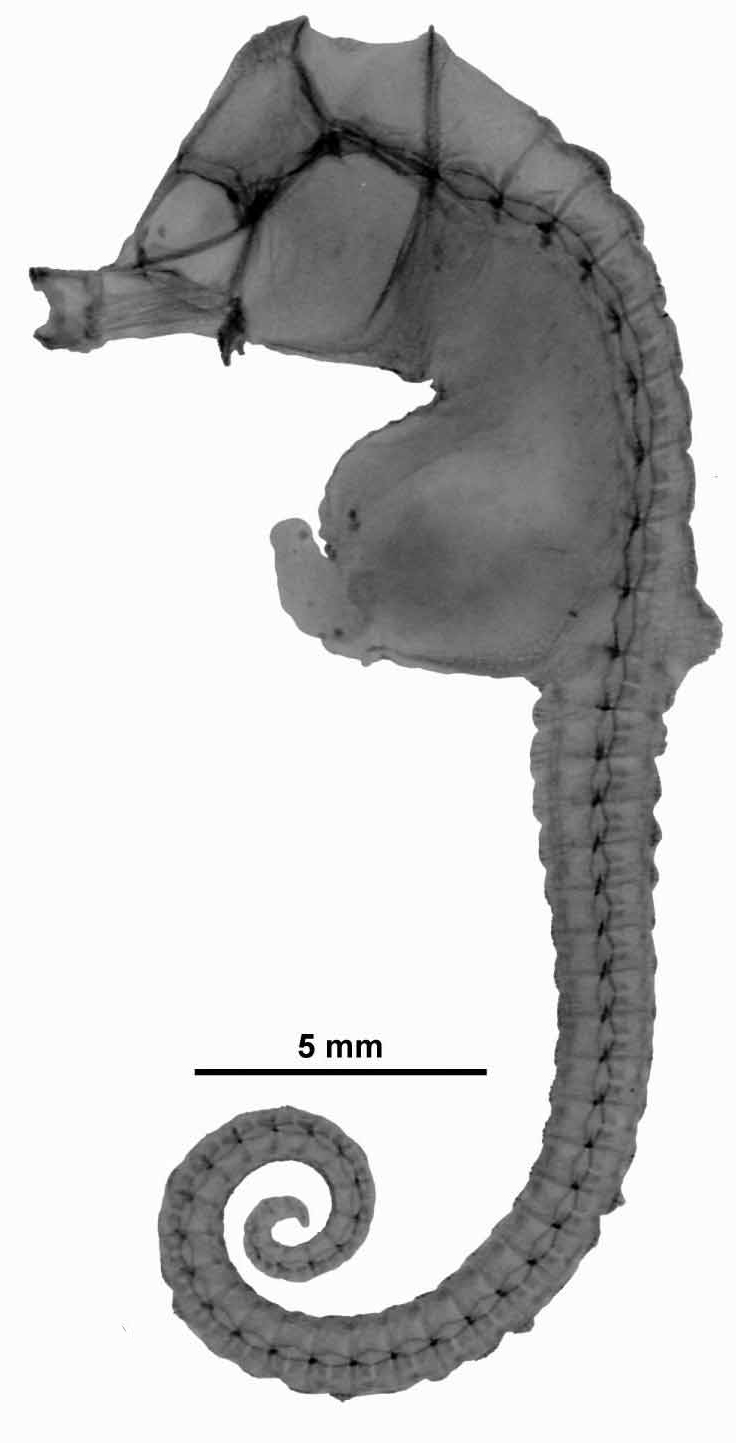
Radiografía del holotipo de H. minotaur. Autor: Martin Gomon / Museum Victoria

Hippocampus minotaur es una especie de pez de la familia Syngnathidae, en el orden de los Syngnathiformes.
Su nombre común en inglés es Bullneck seahorse, o caballito de mar cuello de toro. Pertenece a los caballitos de mar pigmeos y no supera los 5 cm de tamaño total.

## Morfología
Su cuerpo es muy pequeño, carnoso y lateralmente comprimido. Tiene la cabeza y cuello grandes, el hocico corto y la corona baja. La superficie dorsal de la cola presenta protuberancias, que recuerdan a las utilizadas por la especie Hippocampus bargibanti para camuflarse entre gorgonias. Cuenta con 12 anillos en el tronco y 28-29 en la cola. Tiene 7 radios blandos en la aleta dorsal y 11 en las pectorales.
Se desconoce su coloración natural, porque sólo se han estudiado cuatro ejemplares preservados del Museo Victoria, Australia. Estos ejemplares presentan una coloración crema a marrón, con motitas marrones. 
Los machos  pueden llegar a alcanzar los 5 cm de longitud total.

## Reproducción
La hembra usa su ovopositor para insertar los huevos maduros dentro de la bolsa incubadora del macho, en donde son fertilizados. Los huevos tienen forma de pera y son de color amarillo, ámbar o naranja. Esta bolsa denominada marsupium, que permite diferenciar externamente los sexos, se transforma facilitando nutrientes a los embriones, los que en unas tres semanas estarán preparados para salir a la columna de agua.

## Hábitat
Especie marina, no migratoria, asociada a arrecifes. En fondos de fina arena o suelos duros, posiblemente asociados con gorgonias.
Su rango de profundidad es entre 64 y 100 metros.

## Distribución geográfica
Se encuentra en la plataforma continental al sureste de Australia, en Nueva Gales del Sur y Victoria.